# Wild Code School
La Wild Code School est une école innovante et un réseau européen de campus qui forment aux métiers tech des spécialistes adaptables. C'est une marque de la société Innov'Educ. Après s'être historiquement développée sur le métier de développeur web (PHP, Javascript, Java/Android), l'école propose aujourd'hui des formations autour de six grands domaines: le développement de logiciel, la data, la sécurité des systèmes d'information, le product management, l'UX/UI Design et le business développement 2.0. Elle forme essentiellement des adultes en reconversion professionnelle sur des formats courts de trois à cinq mois.
Les formations proposées reposent sur une pédagogie dite "hybride" (ou "blended learning") alliant formation en ligne sur une plateforme développée en propre baptisée Odyssey, et formation en présentiel basée sur la réalisation de projets et une pratique de la classe inversée.
Initialement basée à La Loupe, une petite commune d'Eure-et-Loir dans le Perche, l'école est aujourd'hui présente dans 13 villes en France (Bordeaux, Lille, La Loupe, Lyon, Orléans, Paris, Strasbourg, Toulouse, Nantes, Reims, Marseille, Biarritz, Tours) et 6 villes en Europe (Bruxelles, Berlin, Bucarest, Lisbonne, Londres, Madrid). 7 nouveaux campus ouvrent fin 2019, à Amsterdam, Barcelone, Budapest, Dublin, Milan, Prague et Varsovie.

## Historique et pédagogie
La Wild Code School a été fondée en 2014 par Anna Stépanoff (formée à Harvard University et Normale Sup) et Romain Cœur (formé à l'École nationale de l'aviation civile), qui souhaitaient créer une école alternative basée sur le blended learning ou apprentissage hybride. Partant du constat que la formation 100% en ligne des MOOC n'est pas concluant, ils ont monté une formation qui allie apprentissage théorique sur une plateforme pédagogique en ligne et formation en présentiel sur des projets pour de vrais clients.
En 2019, Anna Stépanoff a été décorée chevalier dans l'Ordre national du Mérite, par la secrétaire d’État auprès du ministre de l’Économie et des Finances, Agnès Pannier-Runacher.

## Développement
La Wild Code School s'est développée dans plusieurs villes en France. Elle a ouvert des campus à Bordeaux, Lille, Lyon, Marseille, Nantes, Orléans, Paris, Reims, Strasbourg, Toulouse et Tours. En octobre 2018, elle ouvre son premier campus international à Bruxelles.
En 2017 elle a réalisé une levée de fonds auprès de Paris Business Angels et des Femmes Business Angels et en 2018 une autre levée de fonds auprès du fonds d'investissement Alter Equity.

## Récompenses
Innov’Educ, la structure porteuse de la Wild Code School, est lauréate du Programme d’Investissements d’Avenir (PIA) de la Caisse des dépôts et consignations « Culture de l’entrepreneuriat et de l’innovation ». Plusieurs formations de la Wild Code School ont également obtenu le label Grande École du numérique.

## Reprise de l'entreprise
En juillet 2025, la Wild Code School a été reprise par Simplon, après avoir été placée en redressement judiciaire à la mi-avril 2025.
L’offre de reprise, validée par le tribunal de commerce de Paris le 2 juillet 2025, prévoit la conservation de l’identité de marque et la reprise de près de 40 salariés. L’école sera intégrée à Simplon comme une entité autonome, sous la direction de Mehdi Salim.
Ce rachat marque un retour aux sources, puisque la Wild Code School trouve ses origines dans le groupe Simplon : à l’origine, elle était un bootstrap[anglicisme à remplacer] pédagogique conçu par Simplon sous le nom de Simplon Village. Ce projet-portail fonctionnait sur le principe d’un bootcamp[anglicisme à remplacer] intensif et solidaire, incarnant les valeurs pionnières d’inclusion numérique mises en avant par Simplon.